# Roberto Mantovani
Roberto Mantovani (25 mars 1854 - 10 janvier 1933), est un géologue et violoniste italien. Il propose un premier modèle de dérive des continents dans lequel un seul continent s'est rompu et les continents ont été déplacés par l'expansion thermique et le volcanisme.

## Biographie
Mantovani est né à Parme. Son père, Timoteo, est mort sept mois après sa naissance. Sa mère, Luigia Ferrari, l'oriente vers des études et, à l'âge de 11 ans, il est accepté comme pensionnaire à l'École royale de musique, où il reçoit le diplôme honorifique en août 1872. Il a toujours préféré les sciences exactes et la littérature à la musique.
En 1889 et 1909, Mantovani publie une hypothèse d'expansion de la terre et de la dérive des continents. Il suppose qu'un continent fermé couvrait toute la surface d'une terre plus petite. Grâce à l'activité volcanique due à l'expansion thermique, ce continent s'est brisé, de sorte que les nouveaux continents s'éloignaient les uns des autres en raison de l'expansion supplémentaire des zones de déchirure, là où se trouvent maintenant les océans. Alfred Wegener voit des similitudes avec sa propre théorie, mais n'a pas soutenu l'hypothèse d'expansion terrestre de Mantovani.